# Lacedonia
Lacedonia ist eine kleine Stadt mit 2032 Einwohnern (Stand 31. Dezember 2023) in der süditalienischen Provinz Avellino in der Region Kampanien. Sie ist Teil der Bergkommune Comunità Montana Alta Irpinia. Sie liegt etwa in der Mitte zwischen Neapel und Bari.
Im Jahr 1881 hatte der Ort noch 5822 Einwohner. Im Ort befindet sich eine alte Kathedrale an der Stelle eines römischen Dioskurentempels und ein schöner Glockenturm. In der Nähe liegen Steinbrüche.
Lacedonia war Bischofssitz des Bistums Lacedonia, das am 30. September 1986 mit dem Bistum Ariano zum heutigen Bistum Ariano Irpino-Lacedonia zusammengefasst wurde.

## Verkehr
Der Bahnhof Rocchetta Sant’Antonio-Lacedonia, viele Kilometer östlich der Stadt, an der Bahnstrecke Foggia–Potenza, ist Endpunkt der im Personenverkehr nicht mehr bedienten Bahnstrecke Avellino–Rocchetta Sant’Antonio und Bahnstrecke Rocchetta Sant’Antonio–Gioa del Colle.